# Mješinci
Mješinci (Radiata, Coelenterata) su najniži pravi mnogostaničari (Eumetazoa), a žive isključivo u vodi, i to u velikoj većini morskoj vodi. Obuhvaćaju dva koljena, žarnjake (Cnidria) i rebraše (Ctenophora). Obje ove grupe imaju zajednički radijalno simetričan oblik tijela, difuznu živčanu mrežu, disanje i izlučivanje obavljaju difuzijom, nemaju krvotok a temeljna građa sastoji im se od dva stanična sloja, epiderme i gastroderma, između kojih se nalazi sloj koji podsjeća na želatinu.
Danas prevladavajuća sistematika mješince ne smatra prirodnom srodničkom skupinom, jer navedene zajedničke osobine vidi kao primitivna obilježja, a ne kao rezultat razvojnog procesa od zajedničkih predaka. Stoga ih se kod klasificiranja ne bi trebalo uzimati u obzir. Umjesto toga, razmatra se srodnost ctenofora s bilateralnim životinjama. Temelj za ovo razmatranje je građa spermija koja je kod ove dvije skupine jednaka, dok je građa spermija žarnjaka jednaka kao građa spermija spužvi, što bi, slijedeći ovu logiku, činilo žarnjake i spužve jednom skupinom.
Wikipedia primjenjuje još uvijek tradicionalnu sistematiku koja i dalje sadrži mješince kao jedan takson.

## Kladistička sistematika
Iste skupine životinja svrstane sukladno kladističkoj sistematici:
```
Mnogostaničari
 (Eumetazoa)
|--
Žarnjaci
 (Cnidaria)
'--
Acrosomata

   |--
Rebraši
 (Ctenophora)
   '--
Bilateralne životinje
 (Bilateria)
```

Vidi i sistematiku životinjskog carstva